# 九島村
九島村（くしまむら）は、愛媛県北宇和郡にかつてあった村である。
1934年（昭和9年）9月1日に宇和島市へ編入された。愛媛県の南に位置し、宇和島港の湾口の中南部に位置する漁村であった。

## 歴史

### 略史
藩政期
藩政期から漁業で生計を立てていた。元禄の頃より土居家が庄屋を務め、明治維新まで続いた。
幕末期（元治元年）樺崎砲台の向側、戎山に砲台が築かれた。
明治期
明治期に「九島浦」として統一され、町村制の施行により「九島村」となった。島方（九島）と地方（じかた、四国本土側）とに分かれてはいたが、村としてまとまりを有していた。
合併前後の事情
大正時代末ころから話としてはあったが、1928年（昭和3年）ころから（当時の）宇和島市と接する保手・戎山の集落が合併を希望し、後に坂下津集落も加わった。当時は3地区は分村・編入には希望が具体化していた。九島村当局では分割（分村）に難色を示したため、先の3集落では村税を納めないことを表明し知事（宇和支庁）に申し立てる事態になった。結局、分村は回避され1934年（昭和9年）に合併した。
合併が必要とされた背景には、宇和島港整備の必要性、近江帆布工場（藩政時代には日振新田、近江帆布後に敷島紡績、戦時中は海軍航空隊に一時接収された,現在は坂下津産業団地として整備されている）の来川河口付近への誘致問題が発生していたことの二つの大きな要因がある。これらに対応し県道整備計画が浮上し、整備が合併の一つの条件となった。

### 系譜図
```
九島村の系譜
（町村制実施以前の村）（明治期）　　　　　　　　　　　（昭和の合併）　　　　　（平成の合併）
　　　　　　　　　　　町村制施行時　　　宇和島市に編入
　　　　　　　　　　　　　　　　　　　　（昭和9年9月1日）
九島浦━━━━━━━九島村━━━━━━━━━━━━┓
　　　　　　　　　　　　　　　　　　　　　　　　　┃　う　え　　　　　か
　　　　　　　　　　宇和島町━━━┳━┳宇和島市━┻━┳━┳━━━━━┳━━━━┓
　　　　　　　　　　丸穂村━━━━┛あ┃　　　　　　　┃　┃　　　　　┃　　　　┃
　　　　　　　　　　八幡村━━━━━━┛い　　　　　　┃　┃　　　　　┃　　　　┃
　　　　　　　　　　高光村━━━━━━━━━━━━━━┫　┃　　　　　┃　　　　┃
　　　　　　　　　　三浦村━━━━━━━━━━━━━━┛　┃　　　　　┃　　　　┃
　　　　　　　　　　来村━━━━━━━━━━━━━━━━━┛　　　　　┃　　　　┃
                    下波村━━━━━━━━━━━━━━━━━┓　　　　┃　　　　┃
　　　　　　　　　　蒋淵村━━━━━━━━━━━━━━━━━┫お　　　┃　　　　┃
　　　　　　　　　　遊子村━━━━━━━━━━━━━━━━━╋宇和海村┛　　　　┃
　　　　　　　　　　戸島村━━━━━━━━━━━━━━━━━┫　　　　　　　　　┃新設
                    日振島村━━━━━━━━━━━━━━━━┛　　　　　　　　　┃合併
　　　　　　　　　                                                      　　　　┃平成17年8月1日
　　　　　　                                                        　　　　　　┣宇和島市（新）
                                    　　　吉田町━━━━━━━━━━━━━━━━┫
　　　　　　　　　　　　　　　　　　　　　三間町━━━━━━━━━━━━━━━━┫
　　　　　　　　　　　　　　　　　　　　　津島町━━━━━━━━━━━━━━━━┛

あ - 大正6年5月1日、い - 大正10年8月1日、う - 昭和30年3月31日、
え - 昭和32年1月1日、お - 昭和33年4月1日、か -昭和49年4月1日
（注記）「宇和島町」以下の合併以前の系譜はそれぞれの町村の記事を参照のこと。

```

## 現在
現在は宇和島市の一部となっている。支所等は現存しない。

## 地理
地区
下記の2地区に大別される。
- 地方（じかた） - 蕨、平浦、小池、小浜、石応、白浜、坂下津、保手、戎山の9つの地区
里分ともいう。明治35年以降は養蚕が盛んであった。
- 島方（しまかた） - 蛤、百之浦、本九島の3つの地区
明治初期にはイワシ漁で大いに栄えた。

## 行政
役場
役場は村政発足当時は九島村字石応の民家を改造して用いていたが、大正15年に九島村字居浦2番耕地に移された。
村長
清家官治、清家将美の親子が長きにわたって村長の職に就いた。
- 1890年（明治23年） - 1914年（大正3年）清家官治
- 1914年（大正3年） - 1934年（昭和9年）　清家将美
- 昭和9年3月 - 同年9月　平井勝太郎（前助役）

## 社会
人口・世帯数
1902年（明治35年）の人口5,406人、1913年（大正2年）の戸数810戸とある。

### 学校
島方（しまかた）の百之浦に九島小学校、地方（じかた）に小池小学校と石応小学校があったが、地方の2校はどちらも2013年（平成25年）に市内中心部の鶴島小学校に統合される形で廃校となった。
九島小学校も2016（平成28）年度いっぱいで廃校となり、この地域から学校が消滅する。
九島中学校と城西中学校（石応）は1970年に廃止され、宇和島市立城南中学校に統合された。